# فينس (الألب الجبلية)
فينس (بالفرنسية: Vence)‏ هي  بلدية فرنسية تقع في إقليم الألب البحرية من منطقة بروفنس ألب كوت دازور في جنوب شرق فرنسا. تبلغ مساحة هذه المدينة 39.23 (كم²)، وترتفع عن سطح البحر 325 م، يبلغ عدد سكانها 19281 نسمة حسب إحصاء المعهد الوطني للإحصاء والدراسات الاقتصادية سنة 2009 م. وترأس [[Régis Lebigre (PR)]] البلدية خلال فترة (2008-2014).

## توأمة
لفينس (الألب الجبلية) اتفاقيات توأمة مع:
- لانشتاين

## وصلات خارجية
- صفحة البلدية على موقع المعهد الوطني للإحصاء والدراسات الاقتصادية